# Adolfo Campetti
Adolfo Campetti (Lucca, 2 luglio 1866 – Pavia, 26 febbraio 1947) è stato un fisico italiano.

## Biografia
Dopo gli studi liceali, si iscrisse alla Facoltà di Scienze dell'Università di Pisa, laureandosi nel 1888 in fisica con Enrico Betti, sotto la cui guida scrisse i suoi primi due lavori su argomenti di fisica matematica.
Nel 1890, fu nominato assistente incaricato di fisica sperimentale alla cattedra di Andrea Naccari dell'Università degli Studi di Torino, ruolo che mantenne fino al conseguimento della libera docenza in questa disciplina nel 1901. A Torino, tenne, per incarico, anche l'insegnamento di chimica fisica, le cui lezioni furono poi raccolte in uno dei primi manuali italiani sull'argomento, importante supporto didattico per molti allievi chimici e fisici. Nel 1920, vinto un concorso a cattedre, prese servizio all'Università degli Studi di Sassari, quindi all'Università degli Studi di Siena fino al 1923 allorché si trasferì all'Università degli Studi di Catania dove rimase fino al 1929, quando passò all'Università degli Studi di Pavia, per terminare la carriera accademica nel 1936.
Fin dal periodo torinese, anche per gli incarichi di insegnamento che aveva, si orientò soprattutto verso studi e ricerche di chimica e chimica fisica, in particolare dedicandosi all'elettrochimica e alle relative questioni termodinamiche, ottenendo notevoli risultati riguardanti i fenomeni di elettrolisi nei liquidi e nei gas, testimoniati da numerose pubblicazioni. Negli ultimi periodi della sua carriera, a Pavia, si rivolse pure alla spettroscopia e le sue applicazioni alla chimica e alla fisica.
Fu socio dell'Accademia delle Scienze di Torino a partire dal 1932, dell'Accademia Gioenia di Catania dal 1929, nonché membro del "Comitato nazionale per la fisica matematica applicata e l'astronomia" del CNR nel triennio 1933-35. Gli fu anche assegnata, nel 1930, l'onorificenza di Cavaliere dell'Ordine della Corona d'Italia.

## Opere principali
- Lezioni di fisico-chimica, Lit. Univ. Torino, Torino, 1901.
- Corso di chimica, fisica ed elettrotecnica, Tip. Gili, Torino, 1905.
- Corso speciale di matematica per chimici, Tip. Bertero, Torino, 1906.
- Compendio di chimica fisica ed elettrochimica, F. Vallardi, Milano, 1909 (con successive edizioni).
- Lezioni di fisica sperimentale, Tip. Cucchi, Pavia, 1931 (con successive edizioni).